# كأس هولندا السياحية 2019
كأس هولندا السياحية 2019 هو سباق دراجات نارية أقيم بتاريخ 30 يونيو 2019 في حلبة أسن تي تي، هولندا. كان الجولة الثامنة من أصل 19 في سباق الجائزة الكبرى للدراجات النارية موسم 2019. فاز مافريك فيناليس بفئة الموتو جي بي بينما جاء مارك ماركيث في المركز الثاني وحصل على المركز الثالث فابيو كوارتارارو.